# Liste des musées du Lincolnshire
Cette liste des musées du Lincolnshire, Angleterre contient des musées qui sont définis dans ce contexte comme des institutions (y compris des organismes sans but lucratif, des entités gouvernementales et des entreprises privées) qui recueillent et soignent des objets d'intérêt culturel, artistique, scientifique ou historique. leurs collections ou expositions connexes disponibles pour la consultation publique. Sont également inclus les galeries d'art à but non lucratif et les galeries d'art universitaires. Les musées virtuels ne sont pas inclus.

## Musées
| Nom                                              | Image | Ville/City                  | District                | Type                 | Résume |
| ------------------------------------------------ | ----- | --------------------------- | ----------------------- | -------------------- | --- |
| 20-21 Visual Arts Centre                         |       | Scunthorpe                  | North Lincolnshire      | Art                  | website, centre des arts visuels |
| 50 and 61 Squadron Museum                        |       | Lincoln                     | Lincoln                 | Militaire            | Histoire du No. 50 Squadron RAF et No. 61 Squadron RAF et RAF Skellingthorpe pendant la Seconde Guerre mondiale |
| Alford Manor House                               |       | Alford                      | East Lindsey            | Maison historique    | Manoir en chaume du XVIIe siècle, jardins, galerie d'art |
| Anderby Drainage Museum                          |       | Anderby                     | East Lindsey            | Technologie          | website, situé dans une station de pompage de la planche de drainage, comprend des moteurs et des outils |
| Ayscoughfee Hall Museum                          |       | Spalding                    | South Holland           | Maison historique    | Maison de marchands Tudor du XVe siècle, comprenant une galerie d'art, des jardins |
| Battle of Britain Memorial Flight Visitor Centre |       | Coningsby                   | East Lindsey            | Aviation             | Tours des avions historiques de la Seconde Guerre mondiale utilisés dans les spectacles aériens |
| Baysgarth House Museum                           |       | Barton-upon-Humber          | North Lincolnshire      | Local                | Histoire locale, culture |
| Belton House                                     |       | Belton                      | South Kesteven          | Maison historique    | Exploité par le National Trust, maison de campagne de Restoration style du XVIIe siècle à la décoration opulente, argenterie, peintures, jardins |
| Boston Guildhall                                 |       | Boston                      | Boston                  | Local                | Histoire de l'hôtel de ville médiéval, salle d'audience et de la ville, ainsi que des expositions d'art |
| Bourne Heritage Centre                           |       | Bourne                      | South Kesteven          | Local                | Situé à Baldock's Mill, histoire locale, culture, pilote de course automobile Raymond Mays, créateur de mode Charles Frederick Worth |
| Browne's Hospital                                |       | Stamford                    | South Kesteven          | Histoire             | Aumônerie médiévale, visites sur rendez-vous |
| Bubble Car Museum                                |       | Cranwell                    | North Kesteven          | Transport            | website, collection of bubble cars and microcars, 1950's memorabilia, Bakelite items |
| Burgh le Marsh Heritage Centre                   |       | Burgh le Marsh              | East Lindsey            | Mill                 | website, également connu sous le nom de Dobson's Mill, moulin à vent de la tour du début du XIXe siècle, présente l'histoire locale |
| Burgh Museum                                     |       | Burgh le Marsh              | East Lindsey            | Local                | website, histoire locale |
| Burton Fen Collection                            |       | Pinchbeck                   | South Holland           | Musique              | website, music-hall avec collection d'orgue, affiches de cinéma et publicités anciennes |
| Caistor Arts & Heritage Centre                   |       | Caistor                     | West Lindsey            | Local                | website, histoire locale, comprend la Caistor Library, espace d'exposition |
| Chain Bridge Forge                               |       | Spalding                    | South Holland           | Technologie          | website, musée vivant proposant démonstrations de forge, histoire locale, innovation, impression 3D et numérisation |
| Cleethorpes Discovery Centre                     |       | Cleethorpes                 | North East Lincolnshire | Art                  | « website »(Archive.org • Wikiwix • Archive.is • Google • Que faire ?), galerie d'exposition d'art |
| Cogglesford Mill                                 |       | Sleaford                    | North Kesteven          | Mill                 | Moulin à eau en activité de la fin du XVIIIe siècle |
| The Collection                                   |       | Lincoln                     | Lincoln                 | Multiple             | Archéologie, beaux-arts et arts décoratifs, arts visuels contemporains à la Usher Gallery |
| Cottage Museum                                   |       | Woodhall Spa                | East Lindsey            | Local                | website, histoire locale, culture |
| Cranwell Aviation Heritage Centre                |       | Cranwell                    | North Kesteven          | Aviation             | website, histoire du Royal Air Force College Cranwell |
| Discover Stamford                                |       | Stamford                    | South Kesteven          | Local                | website, exposition sur le patrimoine à la Stamford Library |
| Doddington Hall & Gardens                        |       | Doddington                  | Lincoln                 | Maison historique    | Maison de la fin du XVIIe siècle avec intérieurs géorgiens, collections de meubles, peintures, céramiques, textiles, porcelaine, objets ménagers, jardins |
| Dogdyke Steam Drainage Station                   |       | Tattershall                 | East Lindsey            | Technologie          | Moteur de drainage de la vapeur restauré et musée |
| Epworth Old Rectory                              |       | Epworth                     | North Lincolnshire      | Maison historique    | website, Presbytère de la reine Anne au début du XVIIIe siècle, lieu de naissance de John Wesley et Charles Wesley, fondateurs du Méthodisme |
| Gainsborough Old Hall                            |       | Gainsborough                | West Lindsey            | Maison historique    | Exploité par l'English Heritage, manoir médiéval à pans de bois et en brique |
| Gayton Engine Pumping Station                    |       | Theddlethorpe               | East Lindsey            | Technologie          | website, station de pompage des années 1930 avec moteur et expositions sur le drainage des terres |
| Gordon Boswell Romany Museum                     |       | Spalding                    | South Holland           | Transport            | Collection de Verdine |
| Grantham House                                   |       | Grantham                    | South Kesteven          | Maison historique    | Exploité par le National Trust, hôtel particulier reflétant différentes époques, ouvert sur rendez-vous et de façon limitée, jardins |
| Grantham Museum                                  |       | Grantham                    | South Kesteven          | Local                | Histoire locale, culture, Sir Isaac Newton, Margaret Thatcher et le raid sur la Seconde Guerre mondiale des Dambusters |
| Grimsby Fishing Heritage Centre                  |       | Grimsby                     | North East Lincolnshire | Maritime             | Zone de pêche des années 1950, expositions d'art |
| Grimsby Town Hall Time Trap Museum               |       | Grimsby                     | North East Lincolnshire | Prison               | website, histoire locale et prison, situé en mairie |
| Grimsthorpe Castle                               |       | Bourne                      | South Kesteven          | Maison historique    | Grand domaine rural avec peintures, meubles, tapisseries et objets d'art, jardins et parcs conçus par Capability Brown |
| Haywain Farm Museum                              |       | Epworth                     | North Lincolnshire      | Agriculture          | information |
| Heckington Railway and Heritage Museum           |       | Heckington                  | North Kesteven          | Rail                 | Gare victorienne préservée avec artefacts, maquettes de train fonctionnant, expositions sur l'histoire locale, gérée par Heckington Village Trust |
| Heckington Windmill                              |       | Heckington                  | North Kesteven          | Mill                 | Moulin à vent à 8 voiles |
| Immingham Museum                                 |       | Immingham                   | North East Lincolnshire | Railway              | website, expositions sur les trains Great Central Railway, LNER et British Rail, construction des Immingham Dock, histoire locale |
| Lincoln Castle                                   |       | Lincoln                     | Lincoln                 | Multiple             | Château médiéval, salle d'audience et prison, exposition sur la Magna Carta et la Charter of the Forest |
| Lincoln Medieval Bishop's Palace                 |       | Lincoln                     | Lincoln                 | Maison historique    | Exploité par l'English Heritage, vestiges du palais médiéval avec centre d'accueil et visite audio |
| Lincolnshire Aviation Heritage Centre            |       | East Kirkby                 | East Lindsey            | Aviation             | Histoire de la RAF Bomber Command pendant la seconde guerre mondiale |
| Lincolnshire Road Transport Museum               |       | North Hykeham               | North Kesteven          | Transport            | website, voitures anciennes, autobus et véhicules utilitaires, histoire et souvenirs du transport routier, maquettes de véhicules, atelier de garage de village des années 1950/60 |
| Lincolnshire Wolds Railway                       |       | Ludborough                  | East Lindsey            | Rail                 | Chemin de fer du patrimoine et musée |
| Louth Museum                                     |       | Louth                       | East Lindsey            | Local                | website, histoire locale, culture, archéologie, géologie, histoire naturelle |
| Magdalen College Museum                          |       | Wainfleet All Saints        | East Lindsey            | Local                | website, information, histoire locale, culture |
| Maud Foster Windmill                             |       | Boston                      | Boston                  | Mill                 | Sept étages, cinq voiles travaillant moulin |
| Metheringham Airfield Visitor Centre             |       | Metheringham                | North Kesteven          | Aviation             | website, Histoire de la seconde guerre mondiale, la RAF 106 Bomber Squadron de la RAF Metheringham |
| Moulton Windmill                                 |       | Moulton                     | South Holland           | Mill                 | Moulin à vent de la tour du début du XIXe siècle |
| Mrs Smith's Cottage                              |       | Navenby                     | North Kesteven          | Maison historique    | Petite maison en brique victorienne construite avec quelques équipements modernes |
| Museum of Lincolnshire Life                      |       | Lincoln                     | Lincoln                 | Local                | Histoire locale et sociale, salles victoriennes, vitrines d'époque, expositions sur le Royal Lincolnshire Regiment et Lincolnshire Yeomanry, matériel et outils agricoles |
| Museum of RAF Firefighting                       |       | RAF Scampton                | Lincoln                 | Militaire, Transport | website Musée contenant des pompes de pompiers militaires, des pompes de pompiers civils. Musée de plus de 40 véhicules datant de la guerre, la plupart en état de marche, les autres étant remis à neuf par les bénévoles. Salle de la BFSA (British Fire Service Association) comprenant des médailles, des trophées et une cheminée commémorative entourant tous les pompiers ayant servi pendant la Première Guerre mondiale. Plus de 100 casques et plus de 1000 modèles exposés, ainsi que des extincteurs, des uniformes et bien plus encore. |
| Museum of Technology                             |       | Throckenholt                | South Holland           | Technologie          | Evolution de la technologie électrique, électronique et de la guerre entre 1850 et 1980 (réouverture en 2016 Hemel Hempstead, Hertfordshire) |
| National Centre for Craft & Design               |       | Sleaford                    | North Kesteven          | Art                  | Centre d'artisanat et de design contemporain, anciennement The Hub |
| Natural World Centre                             |       | Thorpe on the Hill          | North Kesteven          | Histoire naturel     | Centre de découverte de Whisby Nature Park |
| Navigation House                                 |       | Sleaford                    | North Kesteven          | Transport            | Mise en valeur et patrimoine de Sleaford Navigation, a 12.5 mile (20.1 km) canalisation de la Rivière slea |
| Normanby Hall Museum and Country Park            |       | Burton upon Stather         | North Lincolnshire      | Multiple             | Demeure de régence du début du XIXe siècle avec un musée de l'agriculture, un jardin fortifié victorien, une écurie, des étangs de canards, un sanctuaire pour les cerfs, un chemin de fer miniature |
| North Ings Farm Museum                           |       | Dorrington                  | North Kesteven          | Technologie          | Tracteurs, machines agricoles, véhicules utilitaires, chemin de fer à voie étroite, pompes à vapeur portables, orgue de foire |
| North Lincolnshire Museum                        |       | Scunthorpe                  | North Lincolnshire      | Local                | Histoire locale, culture |
| Owston Ferry Smithy                              |       | Owston Ferry                | North Lincolnshire      | Local                | website, histoire locale, atelier de forgeron |
| Pinchbeck Engine                                 |       | Pinchbeck                   | South Holland           | Technologie          | Moteurs de drainage à vapeur |
| RAF Digby Sector Ops Room Museum                 |       | Digby                       | North Kesteven          | Militaire            | Quartier général restauré des opérations du secteur de la seconde guerre mondiale |
| RAF Scampton Museum                              |       | Scampton                    | West Lindsey            | Militaire            | website, histoire de la RAF Scampton |
| RAF Skellingthorpe Heritage Room                 |       | Skellingthorpe              | North Kesteven          | Militaire            | Histoire de la RAF Skellingthorpe |
| RAF Waddington Heritage Centre                   |       | Lincoln                     | Lincoln                 | Militaire            | website, histoire et souvenirs de la RAF Waddington, ouverts sur rendez-vous |
| RAF Wickenby Memorial Collection                 |       | Langworth                   | West Lindsey            | Militaire            | website, histoire et souvenirs de la RAF Wickenby |
| The Ropewalk                                     |       | Barton-upon-Humber          | North Lincolnshire      | Art                  | Centre des arts avec quatre galeries d’exposition, ateliers d’artistes, musée sur l’ancienne fabrique de cordes, théâtre |
| Scawby Hall                                      |       | Scawby                      | North Lincolnshire      | Maison historique    | website, ancien manoir jacobin |
| Sibsey Trader Mill                               |       | Sibsey                      | East Lindsey            | Mill                 | Moulin à vent de six étages de la fin du XIXe siècle, appartenant à l'English Heritage |
| South Lincolnshire Military Museum               |       | Gosberton                   | South Holland           | Militaire            | information |
| Spalding Flower Bulb Museum                      |       | Pinchbeck                   | South Holland           | Agriculture          | website, industrie locale de la croissance des bulbes de fleurs |
| St Katherine’s Heritage and Cultural Centre      |       | Lincoln                     | Lincoln                 | Local                | Expositions et programmes sur le patrimoine et la culture locaux de St. Catherines, Lincoln |
| St Peter's Church, Barton-upon-Humber            |       | Barton-upon-Humber          | North Lincolnshire      | Archéologie          | Exploité par l'English Heritage, vestiges et objets de l'église anglo-saxonne du Xe siècle |
| Tattershall Castle                               |       | Tattershall                 | East Lindsey            | Maison historique    | Exploité par le National Trust, château médiéval du XVe siècle |
| Thornton Abbey                                   |       | Thornton Curtis             | North Lincolnshire      | Religions            | Exploité par l'English Heritage, maison de gardien et restes d'un prieuré médiéval |
| Thorpe Camp Visitor Centre                       |       | Thorpe Park                 | East Lindsey            | Militaire            | L'histoire et les artefacts de la RAF Woodhall Spa pendant la Seconde Guerre mondiale et après, comprenant des avions et des missiles, des modèles, des dioramas, des photos |
| Trolleybus Museum at Sandtoft                    |       | Sandtoft                    | North Lincolnshire      | Transport            | trolleybus conservé, scène de rue et foyer d'époque des années 1950-1960 |
| The Village Church Farm                          |       | Skegness                    | East Lindsey            | Open air             | Histoire locale, outils et équipements agricoles, bâtiments indigènes traditionnels comprenant un chalet, une ferme du XVIIIe siècle, une écurie du XIXe siècle et une étable |
| Waltham Windmill                                 |       | Waltham                     | North East Lincolnshire | Mill                 | Moulin à six voiles de la fin du XIXe siècle |
| Welbourn Forge                                   |       | Welbourn                    | North Kesteven          | Histoire             | information, information, travail de forge et atelier de forgeron |
| Wilderspin National School                       |       | Barton-upon-Humber          | North Lincolnshire      | Education            | website, la vie et des œuvres de pionniers de l' éducation Samuel Wilderspin, les loisirs de sa salle de classe du milieu du XIXe siècle et une salle de classe victorienne |
| Woolsthorpe Manor                                |       | Woolsthorpe-by-Colsterworth | South Kesteven          | Maison historique    | Exploité par le National Trust, lieu de naissance de Sir Isaac Newton, ferme du XVIIe siècle, activités scientifiques pratiques |
| Wrawby Windmill                                  |       | Wrawby                      | North Lincolnshire      | Mill                 | Moulin à vent à quatre voiles du milieu du XVIIIe siècle |
| Ye Olde Curiosity Museum                         |       | Mablethorpe                 | East Lindsey            | Histoire             | information, objets de collection incluent abat-jour, vieilles décorations et lumières de Noël, souvenirs de cuisine et de brasserie |

## Musées fermés
- Mawthorpe Museum, Mawthorpe
- Bomber County Aviation Museum[1], Hemswell Cliff
- Stamford Museum, Stamford, fermé en 2011